# Eネ!
『Eネ!』（イーネ）は、テレビ東京（関東ローカル）が毎週土曜6:15 - 6:25に放送している、製作に関与する映画・演劇や美術展などのイベント・DVDビデオ・テレビアニメ番組・アニメーション映画などを週替わりで特集しながら紹介する、インフォマーシャル型の番組宣伝・PR番組である。『エンタ姫』の後継にあたる。

## 概要

### 放送内容
テレビ東京絡みの番組・映画・イベント・DVDソフトを紹介するPR番組である。時期によっては、PRではなく『TX-V 女子アナなび』や時間尺にあわせたミニ番組を放送している。

### 放送時間
- 土曜日 6:15 - 6:25

## 番組の歴史
- 2005年4月2日、土曜・日曜深夜の番組として放送開始。放送時間は土曜深夜26:40 - 26:50（2010年9月25日まで）、日曜深夜26:30 - 26:40（2010年3月28日まで）。
- 2005年4月11日からは平日朝にも放送。
- 2008年7月から土曜・日曜深夜版は平日深夜放送の『A×A ダブルエー』と姉妹番組の関係となる。
- 2008年9月26日をもって、平日朝版は一旦終了。
- 2009年4月から、現在も継続する土曜朝の放送開始。
- 2010年4月4日より日曜深夜の放送時間変更。従来より5分繰下げ。
- 2010年10月2日から土曜深夜の放送時間変更。『TXNニュース』の土曜深夜版廃止に伴い、従来より5分繰り上げ。
- 2011年4月6日から平日朝の放送を再開（ただし水曜 - 金曜のみ）。また、同年4月17日以降の日曜深夜の放送時間が30分繰り上げ。
- 2011年7月10日をもって、土曜・日曜深夜版の放送は終了。この時点では土曜深夜は26:35 - 26:45に、日曜深夜は26:05 - 26:15に放送されていた。同月13日からは水曜 - 土曜朝のみの放送となり、土曜・日曜深夜版の後枠は『もえ×こんサタデー／サンデー』となる。
- 2012年3月30日をもって、平日朝版も終了。同年4月以降は土曜朝のみの放送となり、現在に至る。
なお、2011年9月に終了した『E morning』第2部のコーナー「エンタメの扉」も継続して放送された。

## 日曜深夜版『Eネ!』枠内連続放送番組
- オー!マイキー（2005年4月 - 9月、『Eネ!』枠以外でも放送）
- スチーム係長（2005年10月 - 12月）
- しずちゃんの日常 （2006年1月 - 3月）
- オー!マイキー（2006年4月 - ）
- ユキポンのお仕事（2007年4月 - 7月）
- 去年ルノアールで（2007年7月 - 9月）
- 碑文谷教授のミッドナイトゼミナール 今さら人に聞けない!怒らせ方講座（2007年10月 - 12月）
- ケーキーズお菓子抗争（2008年1月 - 3月）
- 日本ハリウッドスター専門学校（2008年4月 - 6月）
- デリパンダ〜おしゃべりデリ坊、東京ド真ん中配達中〜（2008年7月 - 9月）
- 不思議少女 加藤うらら（2008年10月 - 12月）
- バカリズムマン対怪人ボーズ（2009年4月 - 6月）
- 麻理子の部屋（2009年10月 - 12月）
- GOLF内藤雄士の法則（2010年1月 -）

2009年1月から3月、7月から9月までは連続番組ではなく、土曜日同様、様々なエンタテインメントを紹介していた。

## スタッフ
- 構成：垣端鑑
- 編集：岩崎一博 (コールツプロ)
- マルチオーディオ：伊東謙二 (テクノマックス)
- 音効：太田省吾
- タイトル：筧昌也
- 協力：コールツプロダクション、テクノマックス
- コンテンツ事務局：岩花太郎、井口晴之、安井美紀子
- デスク：波戸ゆかり
- ディレクター：木田慎也
- プロデューサー：細谷伸之、亀山嘉之
- 制作協力：カメレオンフィルム
- 製作著作：テレビ東京

## 土・日曜日深夜、平日朝広報番組枠の推移
- 土日深夜（日曜日には『シブスタ袋とじ』も放送されていた）

エンタ姫 → Eネ!
- 平日朝

エンタ姫 → Eネ!（『朝は楽しく!スマイルサプリメント』 → 『朝はビタミン!』に内包） → 『E morning』第2部のコーナー「エンタメの扉」（当枠から『Eネ!』の名称が消滅）・Eネ!
（参考）
- エンタ姫（平日朝8時台） 2003年9月29日 - 2004年3月26日（8:55 - 8:59） → 2004年3月29日 - 2004年10月1日（8:47 - 8:51） → 2004年10月4日 - 2005年4月8日（8:51 - 8:55）
- エンタ姫（平日朝10時台） 2003年9月29日 - 2005年4月8日（10:00 - 10:05）
- エンタ姫（土曜日・日曜日深夜） 2003年10月4日 - 2005年3月27日

土曜日 26:40 - 26:50
日曜日 26:30 - 26:40 ※2004年10月3日 -
- シブスタ袋とじ 2004年10月3日 - 2005年3月27日

日曜日 26:15 - 26:30